# Kumarikkandam
Kumarikkandam (குமரிக்கண்டம் – Kumarikkaṇṭam – ˈkumʌriˌkʌɳɖʌm oder „Kumari Kandam“), zuweilen auch Kumarinadu oder „Kumari Nadu“ („Kumari-Land“) genannt, ist der Name eines mythisch-legendären Kontinents (Kandam), der sich vom indischen Südkap Kanniyakumari (Kumari) aus nach Süden erstreckt, Teile des heutigen Indischen Ozeans umfasst haben und der Ursprung der tamilischen Kultur – oder sogar der gesamten menschlichen Spezies und Zivilisation – gewesen sein soll. Während die vormalige Existenz eines solchen Kontinents oder Subkontinents sowie einer dort beheimateten Urkultur seitens der universitären Erd- und Menschheitsgeschichtsforschung verneint wird, findet deren Annahme Befürworter aus den Bereichen der Esoterik, des Hinduismus und des modernen tamilischen Nationalismus. Wohlwollend diskutiert wird sie zudem auch im grenzwissenschaftlichen Bezirk.

## Kumarikkandam als kulturelles Motiv
Nach einer modernen, vermutlich nationalistisch-nativistisch motivierten Neuinterpretation der alten tamilischen Überlieferung stammen die Draviden ursprünglich von Kumarikkandam, einer kontinentalen Landmasse südlich von Indien im Indischen Ozean, die auf vielen Darstellungen von der Südspitze Indiens (unter Einschluss Sri Lankas) bis Madagaskar im Westen und Australien im Osten reicht. Diese geologische Spekulation ist eingebettet in den Kontext eines weiter reichenden geschichtsrevisionistischen Entwurfs (dessen räumlich-zeitlichen Rahmen sie zugleich bildet): so werden etwa die Sangams, Kollegien alttamilischer Dichter, die erstmals in der frühmittelalterlichen Kommentarliteratur (Iraiyanar Ahapporul, nach K. Zvelebil ca. 650–750 n. Chr.) erwähnt werden, von den Vertretern dieses Entwurfs räumlich auf dem versunkenen Kumarikkandam und zeitlich in Epochen lokalisiert, die bis zu mehrere Jahrtausende v. Chr. zurückreichen.
Möglicherweise stellen die wenigen und eher interpretationsoffenen Stellen der antiken und frühmittelalterlichen tamilischen Literatur, auf denen dieses neuzeitliche Mythologem beruht, literarische Reflexe volkstümlicher Fluterzählungen dar, wie sie sich auch bei anderen Völkern finden. So wird etwa in Epen wie dem Silappadigaram oder dem Manimegalai eine versunkene Stadt namens „Puhar“ erwähnt. Puhar (auch „Pumbuhar“) wird von Anhängern der Kumarikkandam-Theorie auf dem versunkenen Kontinent lokalisiert, während diese Stadt von der heutigen Altertumsforschung eher an der Küste des heutigen Tanjavur-Distrikts in Tamil Nadu lokalisiert und mit dem ebenfalls verlorenen Kaveripattanam identifiziert wird. Anlass zu solchen Erzählungen gibt es in der südindischen Geschichte sicher genug: während die Küste Südwestindiens (z. B. Kerala) über die Jahrzehntausende hinweg langsam aus dem Meer emporsteigt, sinkt die gegenüberliegende Ostküste (z. B. Tamil Nadu) in gleichem Maße ab, was offenbar auch in historischer Zeit dazu geführt hat, dass Siedlungen an der Küste aufgegeben werden mussten: so wurden etwa bei Mamallapuram (nahe Chennai) im Jahr 2004 die Ruinen einer versunkenen Hafenstadt im Meer gefunden.
Nach dieser modernen Lemuria-Kumarikkandam-Legende, die schon im frühen 20. Jh. eine phantastische geographische-geschichtliche Ausschmückung erfahren hat, soll es auf dem Kumari-Kontinent Berge, Wälder, sogar ganze Königreiche gegeben haben, sowie zwei große Flüsse: den „Pahruliyaru“ und den „Kumariyaru“. Die Annahme, dass nicht (wie heute angenommen) Afrika, sondern dieser Kumari-Kontinent die Wiege der Menschheit und deren Ursprache folglich das Tamilische sein müsse, scheint bei einer Vielzahl tamilischer Akademiker bzw. Intellektueller auch heute noch sehr verbreitet zu sein. Diese Vorstellungen gewinnen in der tamilischen wissenschaftlichen Literatur in etwa in den ersten Jahrzehnten des 20. Jahrhunderts an Gewicht, lassen sich in Ansätzen aber auch schon in den Jahren davor nachweisen. Ein zentraler Multiplikator solcher Theorien war der mit der vor allem ab 1916 aktiven „Nur-Tamil-Bewegung“ (Tanittamil-Iyakkam, engl. „pure-Tamil-movement“) assoziierte autodidaktische Sprachforscher Na. Tevaneyan (auch „Tevaneya Pavanar“, 1902–1981): z. B. Entstehung der Menschheit aus einem „homo dravida“; alle Sprachen der Erde „nur korrumpierte Dialekte des Tamilischen“. Anhänger dieses Geschichtsentwurfs, der offenbar eine späte ideologische Reaktion auf die Verletzung tamilisch-nationaler Befindlichkeiten während eines innerindischen „arisch-dravidischen“ Gelehrtenstreits im 19. und frühen 20. Jahrhundert darstellt, erklären das Verschwinden Kumarikkandams mit der Möglichkeit, dass es über einen längeren Zeitraum hinweg immer wieder von Tsunamis heimgesucht worden und so letztendlich im Meer verschwunden sei. Naturwissenschaftliche Beweise für die Existenz einer solchen geologischen Formation sowie für das Funktionieren eines derartigen kataklystischen Mechanismus gibt es jedoch nicht.

## Zusammenhang mit Lemuria
In modernen tamilischen Werken (überwiegend aus dem Genre der Sachbuchliteratur) wird Kumarikkandam gerne mit dem 1858 von dem Zoologen Philip Lutley Sclater postulierten Kontinent Lemuria (tamilisiert: „Ilemuriya“) identifiziert.

## In der Popkultur
Kumari Kandam erschien in den Episoden „The King of Kumari Kandam“ und „The Atlas Pin“ der Serie „The Secret Saturdays“. Bei dieser Version handelt es sich um eine Stadt auf dem Rücken einer riesigen Seeschlange, deren Einwohner alle Fischmenschen sind.
Kumari Kandam erschien in der zweiten Staffel, Episode drei der Fernsehsendung Ancient Aliens – Unerklärliche Phänomene (Titel: Underwater Worlds).

## Tamilische Wortformen
Im Folgenden die Schreibweisen obiger Begriffe in tamilischer Schrift (gem. Tamil Lexicon, Madras 1926 ff.) und in Umschrift nach ISO-Standard 15919; dahinter in Klammern die (falls abweichend) Diakritika-bereinigte ISO-Form und (falls ermittelbar) die in der tamilischen Kultur gängigste anglisierte Schreibweise:
Kumarinadu – குமரிநாடு  – Kumarināṭu (Kumarinatu; Kumari Nadu); Kanniyakumari – கன்னியகுமரி – Kaṉṉiyākumari (Kanya Kumari); Silappadigaram – சிலப்பதிகாரம் – Cilappatikāram (Cilappatikaram; Silappathigaram, Shilapathigaram); Manimegalai – மணிமேகலை – Maṇimēkalai (Manimekalai); Puhar – புகார் – Pukār (Pukar; Pugar); Sangam – சங்கம் – Caṅkam (Cankam; Shangam); Iraiyanar Agapporul – இறையனார் அகப்பொருள் – Iṟaiyaṉār Akapporuḷ (Iraiyanar Akapporul; Iraiyanar Ahapporul); Pahruliyaru – பஃறுளியாறு – Paḵṟuḷiyāṟu (Pakruliyaru; Pagliyar, Pagliyaru); Kumariyaru – குமரியாறு – Kumariyāṟu (Kumariyaru; Kumari Aru); tanittamil-iyakkam – தனித்தமிழியக்கம் – taṉittamiḻiyakkam (tanittamiliyakkam); Na. Tevaneyan – ஞா. தேவநேயன் – Ñā. Tēvanēyaṉ (G. Devaneyan); Tevaneya Pavanar – தேவநேய பாவாணர் – Tēvanēya Pāvāṇar (Devaneya Pavanar); Ilemuriya – இலெமூரியா – Ilemūriyā (Ilemuria; < „Lemuria“); U. Ve. Saminadaiyar – உ. வே. சாமிநதையர் – U. Vē. Cāminataiyar (U. Ve. Caminataiyar; U. V. Swaminatha/Svaminatha Iyer/Ayyar/Aiyar).